# Route Dauphine
La route Dauphine est une voie située dans le 12e arrondissement de Paris, en France, à l'intérieur du bois de Vincennes.